# Solanum subg. Solanum
Solanum subg. Solanum es un subgénero del género Solanum. Incluye las siguientes seccionesː

## Secciones
- Solanum sect. Dulcamara
- Solanum sect. Geminata
- Solanum sect. Lemurisolanum
- Solanum sect. Macronesiotes
- Solanum sect. Solanum